# Марсианецът
„Марсианецът“ (на английски: The Martian) е американски научнофантастичен филм на режисьора Ридли Скот с участието на Мат Деймън. Базиран е на едноименния роман на Анди Уиър, а сценарият е на Дрю Годард. Деймън изпълнява ролята на астронавт, който по погрешка е сметнат за мъртъв и е изоставен на планетата Марс, където трябва да оцелее.

## Актьорски състав
| Актьор          | Роля                                                                             |
| --------------- | -------------------------------------------------------------------------------- |
| Мат Деймън      | Марк Уотни – ботаник и машинен инженер, който е част от екипа на «Ares III»      |
| Джесика Частейн | Мелиса Луис – океанограф, геолог и командир на мисията «Ares III»                |
| Кристен Уиг     | Ани Монтроуз – директор по връзки с медиите за NASA                              |
| Джеф Даниълс    | Теодор "Теди" Сандърс – директор на NASA                                         |
| Майкъл Пеня     | майор Рик Мартинес – пилот на мисията «Ares III»                                 |
| Шон Бийн        | Мич Хендерсън – директор на полетите на «Hermes»                                 |
| Кейт Мара       | Бет Йохансен – системният оператор на «Ares III»                                 |
| Себастиан Стан  | д-р Крис Бек – хирург за мисията «Ares III»                                      |
| Аксел Хени      | д-р Алекс Фогел – навигатор и химик на «Ares III»                                |
| Макензи Дейвис  | Минди Парк – плановик в център за контрол на мисията                             |
| Бенедикт Уонг   | Брус Нг – директор на лабораторията за реактивно движение                        |
| Доналд Глоувър  | Рич Пърнел – астродинамикист                                                     |
| Чен Шу          | Джу Тао – заместник главен учен в Китайската национална космическа администрация |
| Еди Ко          | Гуо Мин – главен учен в Китайската национална космическа администрация           |
| Чуетел Еджиофор | Винсент Капур – директор на мисиите на Марс на NASA                              |

## Награди и номинации
| Категория                                    | Номиниран(и)                                 | Резултат                    |
| Оскар (28 февруари 2016 г.)                  | Оскар (28 февруари 2016 г.)                  | Оскар (28 февруари 2016 г.) |
| -------------------------------------------- | -------------------------------------------- | --------------------------- |
| Най-добър филм                               | Най-добър филм                               | номинация                   |
| Най-добри декори                             | Най-добри декори                             | номинация                   |
| Най-добри визуални ефекти                    | Най-добри визуални ефекти                    | номинация                   |
| Най-добър звук                               | Най-добър звук                               | номинация                   |
| Най-добър звуков монтаж                      | Най-добър звуков монтаж                      | номинация                   |
| Най-добър адаптиран сценарий                 | Дрю Годард                                   | номинация                   |
| Най-добра мъжка роля                         | Мат Деймън                                   | номинация                   |
| Награда на БАФТА (14 февруари 2016 г.)       |                                              |                             |
| Най-добри декори                             | Най-добри декори                             | номинация                   |
| Най-добър звук                               | Най-добър звук                               | номинация                   |
| Най-добри визуални ефекти                    | Най-добри визуални ефекти                    | номинация                   |
| Най-добра режисура                           | Ридли Скот                                   | номинация                   |
| Най-добър филмов монтаж                      | Пиетро Скалия                                | номинация                   |
| Най-добър актьор в главна роля               | Мат Деймън                                   | номинация                   |
| Златен глобус (10 януари 2016 г.)            |                                              |                             |
| Най-добър филм – мюзикъл или комедия         | Най-добър филм – мюзикъл или комедия         | награда                     |
| Най-добър актьор в мюзикъл или комедия       | Мат Деймън                                   | награда                     |
| Най-добър режисьор                           | Ридли Скот                                   | номинация                   |
| Сателит (21 февруари 2016 г.)                |                                              |                             |
| Най-добър звук                               | Най-добър звук                               | награда                     |
| Най-добър филм                               | Най-добър филм                               | номинация                   |
| Най-добри визуални ефекти                    | Най-добри визуални ефекти                    | номинация                   |
| Най-добър режисьор                           | Ридли Скот                                   | номинация                   |
| Най-добър адаптиран сценарий                 | Дрю Годард                                   | номинация                   |
| Най-добра кинематография                     | Дариус Волски                                | номинация                   |
| Най-добър филмов монтаж                      | Пиетро Скалия                                | номинация                   |
| Най-добра филмова музика                     | Хари Грегсън-Уилямс                          | номинация                   |
| Най-добър актьор                             | Мат Деймън                                   | номинация                   |
| Хюго (20 август 2016 г.)                     |                                              |                             |
| Най-добро сценично представяне (дълга форма) | Най-добро сценично представяне (дълга форма) | награда                     |
| Бредбъри (14 май 2016 г.)                    |                                              |                             |
|                                              | Дрю Годард                                   | номинация                   |
| Сатурн (22 юни 2016 г.)                      |                                              |                             |
| Най-добър научнофантастичен филм             | Най-добър научнофантастичен филм             | номинация                   |
| Най-добри специални ефекти                   | Най-добри специални ефекти                   | номинация                   |
| Най-добър режисьор                           | Ридли Скот                                   | награда                     |
| Най-добър сценарий                           | Дрю Годард                                   | номинация                   |
| Най-добър актьор                             | Мат Деймън                                   | номинация                   |
| Най-добра актриса                            | Джесика Частейн                              | номинация                   |
| Емпайър (20 март 2016 г.)                    |                                              |                             |
| Най-добър актьор                             | Мат Деймън                                   | награда                     |
| Най-добър филм                               | Най-добър филм                               | номинация                   |
| Най-добър научнофантастичен или фентъзи филм | Най-добър научнофантастичен или фентъзи филм | номинация                   |
| Най-добър саундтрак                          | Най-добър саундтрак                          | номинация                   |
| Най-добри декори                             | Най-добри декори                             | номинация                   |
| Най-добър режисьор                           | Ридли Скот                                   | номинация                   |